# Claude II de Saint-Georges
Pour les articles homonymes, voir Claude II et Saint-Georges.
Claude II de Saint-Georges (Château de Montceaux-l'Étoile, 9 juin 1630 – 9 juin 1714), est un prélat français des XVIIe et XVIIIe siècles

## Biographie

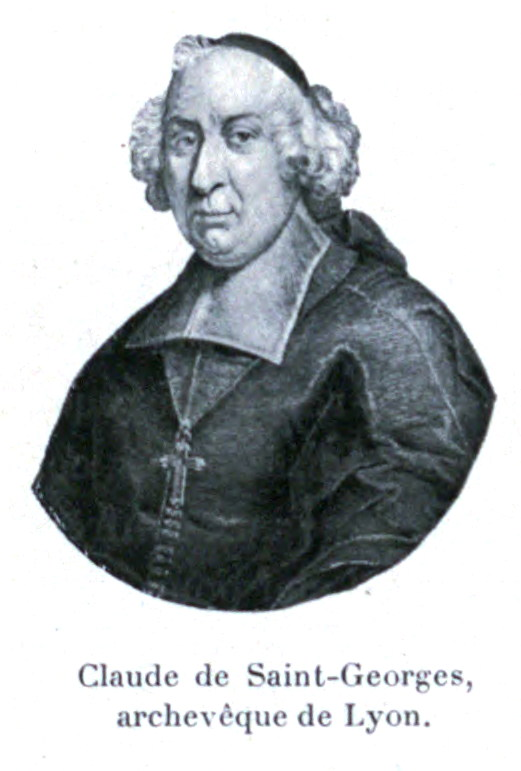
portrait de Claude de Saint-Georges.

Fils de Claude de Saint-Georges et de Marie de Crémeaux, tonsuré à Mâcon dès 1648. Il est nommé chanoine-comte de Saint-Jean, le 6 juillet 1650. Il obtient sa maitrise en arts en 1655 et commence des études de théologie; il obtient sa licence dès 1660 mais son doctorat seulement en 1673. Nommé sous-diacre en 1651 et ordonné prêtre en 1671. Il devient « official primatial » en 1670, recteur et aumônier général respectivement en 1656 et 1658.
En 1682, il est précenteur de l'Église de Lyon et député à l'Assemblée du clergé, quand il est promu à l'évêché de Mâcon en 1682 mais sa nomination reste en suspens jusqu'en 1684 du fait de la querelle liée à l'affaire de la régale entre la cour de France et le Vatican. Il est ensuite désigné comme évêque de Clermont en 1684 et il administre le diocèse sans y être nommé jusqu'en 1687. Il est ensuite appelé à l'archevêché de Tours en 1687 il gère l'archidiocèse  jusqu'en 1693. Après six années passées en Touraine, Saint-Georges est enfin appelé au siège primatial rhodanien le 9 septembre 1693,confirmé le 26 octobre 1693 et consacré en novembre par l'évêque d'Albi. L'archevêque de Lyon meurt le 9 juin 1714.